# Sika (Tatry Bielskie)
Sika (niem. Pischer-Wasserfall, słow. Vodopád Šika, węg. Pisilő-vízesés) – wodospad na północnej stronie słowackich Tatr Bielskich. Znajduje się na wysokości ok. 1200–1240 m, na prawobocznym dopływie potoku Kępa, w górnej części Doliny Kępy. Około 50 m poniżej wodospadu rozciąga się Polana pod Siką. W gwarze mieszkańców Spiszu słowo sika było jednym z kilku określeń wodospadu.
Sika znajduje się w Żlebie z Siką. Ma wysokość 20 m i zazwyczaj jest uboga w wodę. Znajduje się na zamkniętym dla turystów i taterników obszarze ochrony ścisłej TANAP-u.